# Arboretum de Chevreuil
El Arboretum de Chevreuil es un Arboreto, ubicado en la zona centro-oriental de Francia, con una extensión total de unas 6 hectáreas

## Localización
El Arboretum de Chevreuil se encuentra en la zona centro-oriental de Francia ubicado en el corazón del "Forêt Domaniale de la Joux" (2,652 hectáreas) en la « route des sapins»  en la proximidad de Supt al este, y junto a la casa forestal del bosque.
La "Forêt de la Joux" está considerado como uno de los más bellos abetales de Francia. Algunos de sus más grandes abetos alcanzan hasta 50 metros de altura. Los abetos de la especie Abies alba representan alrededor del 70 % de los individuos, junto con las Piceas  (alrededor del 20 %) y las hayas (10 %).
Arboretum de Chevreuil Supt, Département de Jura, Franco Condado, France-Francia.
Planos y vistas satelitales.46°50′21″N 6°00′03″E / 46.83917, 6.00083
Está abierto al público en general a diario en los meses cálidos del año.

## Historia
La explotación intensiva del bosque de "forêt de la Joux" tuvo lugar con la industrialización progresiva de las operaciones de la extracción de la sal en Salins-les-Bains, en parte por la leña necesaria para la evaporación de agua (que contiene la sal), pero especialmente para la construcción de un largo tubo de madera para conectar el sitio de Salins-les-Bains al de Arc-et-Senans.
Desde siglo XVII sobre todo después de la anexión por Francia del Franco Condado formalizado en el Tratado de Nimega, los abetos de la "forêt de la Joux" de calidad muy alta y excelente, se utilizan en la fabricación de mástiles marinos. Estos son efectivamente los únicos árboles para hacer los postes que deben estar en una sola pieza, resistente y lo suficientemente flexibles, maderas (principalmente de roble) que se utilizan para la construcción de cascos y otros componentes de madera. El impulso decisivo de Colbert en el desarrollo de la marina francesa había dado lugar al desarrollo de los bosques para la explotación, un manejo más cuidadoso de la masa forestal y el desarrollo del transporte adecuado.
Los abetos de Joux fueron transportados por yunta de bueyes hasta el puerto de Chamblay, sobre el río Loue, un viaje de aproximadamente 40 km en condiciones extremadamente difíciles. Las almadías sobre el Loue desaparecen con la llegada del ferrocarril al bosque de Joux. Sobrevive de este período que el significativo nombre de "Maison forestière" de la Armada, entre Andelot-en-Montagne y Censeau.
La ruta de los abetos « route des Sapins» de una longitud de 42 km de Champagnole a Levier, a través del macizo de la Joux y de la "Forêt de la Fresse". Se puede descubrir el medioambiente del bosque, ofreciendo diferentes vistas, paisajes, etc. El único lugar habitado a lo largo de toda la ruta es el pueblo de Chapois
Cerca de la "maison forestière du chevreuil", está el arboreto que fue creado en la década de 1930, presenta un conjunto de conífera s procedentes de todo el mundo.
La "forêt de la Joux" también fue parte de una etapa del Tour de Francia del 27 de agosto de 1967. El ganador fue Jacques Anquetil. En esta ocasión se erigió en el bosque una serie de pasos en la línea de meta en la parte superior de la carretera  se llama "la Rochette" que vincula Chapois al bosque. Los restos son todavía visibles actualmente.
La "forêt de la Joux" también estuvo marcada por el paso de leñadores canadienses durante la Primera Guerra Mundial que acudieron para sustituir en la explotación maderera a los hombres que fueron al frente. El municipio de Levier también fue sede de un destacamento estadounidense que llegó a tener hasta mil hombres. En total, esta presencia llega a 2.500 hombres y 500 caballos. Además de algunos resultados en el desarrollo de acuerdos de un campo de béisbol en pleno bosque.
El arboreto actualmente está administrado por la « Office national des forêts».

## Colecciones
El arboreto alberga 43 especies de coníferas incluyendo al « Sapin Président de la Joux», un magnífico espécimen que sobrepasa los doscientos años de vida, con una altura de 45 metros y un  diámetro de 1.2 metros.
Por una tradición ciertos árboles excepcionales son elegidos "presidente". Desde 1897, cuatro abetos han conseguido este título. El actual, designado en 1964, es el que se encuentra en este arboreto.